# Josef Prokeš (lyžař)
Josef Prokeš (25. února 1933 – 25. srpna 2016) byl československý lyžař. Po skončení aktivní kariéry působil na Univerzitě Karlově, a po emigraci do Rakouska jako trenér. Společně s Baldurem Preimlem byl zakladatelem vzdělávacího střediska v severských disciplínách na lyžařském gymnáziu v tyrolském městě Stams, kde vyučoval až do roku 1991. Trénoval mj. Markuse Gandlera. Ovlivnil vývoj běžeckých lyží u firmy Kneissl.

## Lyžařská kariéra
Na VII. ZOH ve Cortina d'Ampezzo 1956 skončil v běhu na lyžích na 15 km skončil na 13. místě, na 30 km na 16. místě a ve štafetě na 4x10 km na 8. místě. Dvakrát se zúčastnil mistrovství světa.